# Templo Manakula Vinayagar

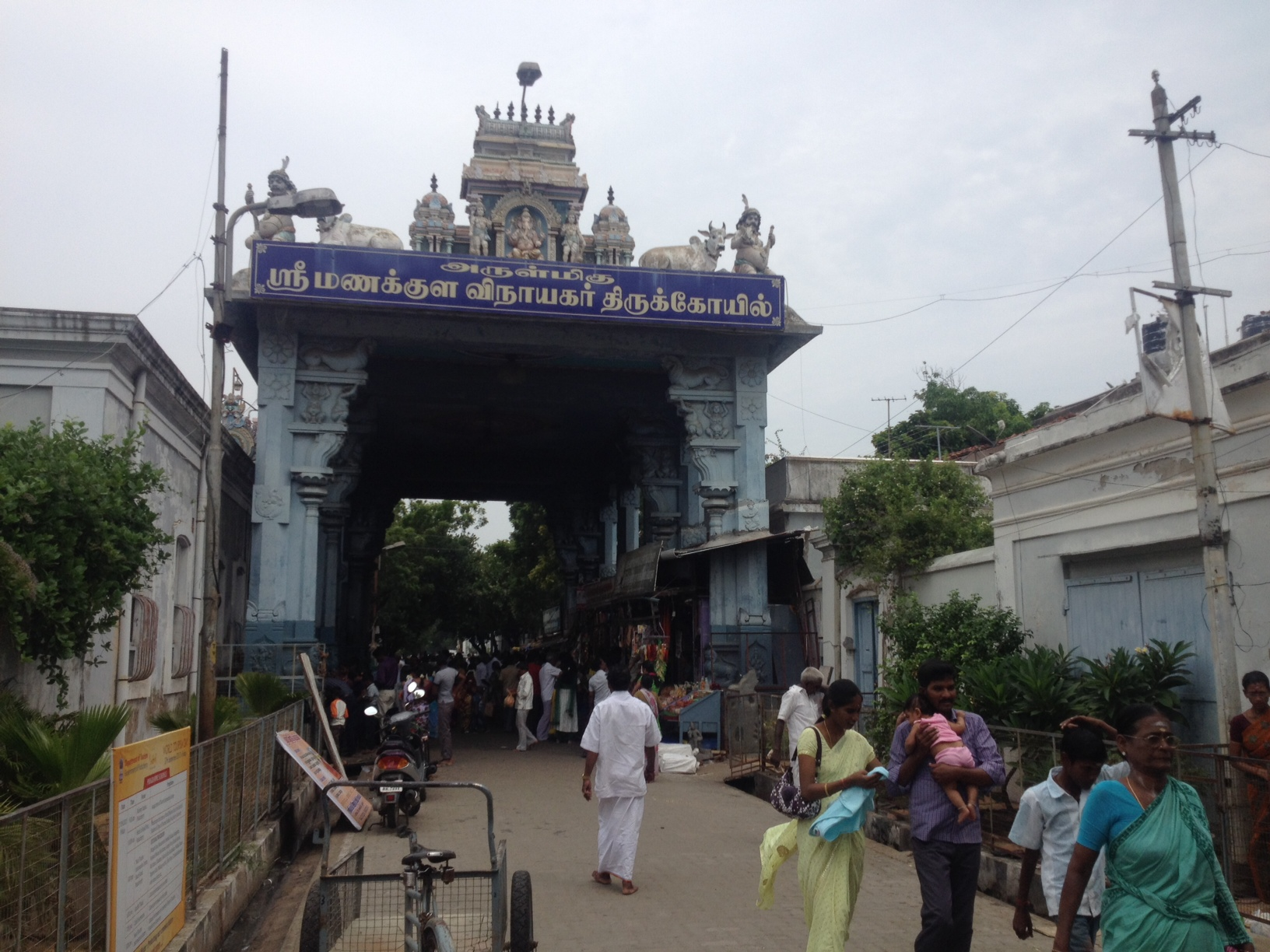
Templo Manakula Vinayagar. Entrada norte.

El templo Manakula Vinayagar  es un templo hindú en el territorio de la Unión de Puducherry, India. Dedicado al dios Ganesha, es un sitio popular de peregrinación y destino turístico en Punducherry. El templo es de considerable antigüedad y es anterior a la ocupación francesa del territorio. Durante el mandato de Dupleix, hubo intentos de destruir el templo, pero se salvó gracias a las fuertes protestas de la población hindú y la amenaza de la invasión británica y maratha del territorio.